# هورنوم
هورنوم (به آلمانی: Hörnum) یک شهر در آلمان است که در Landschaft Sylt واقع شده‌است.
 هورنوم  ۱٬۰۰۹ نفر جمعیت دارد.